# Lövbergstjärnen (Piteå socken, Norrbotten)
Lövbergstjärnen är en sjö i Piteå kommun i Norrbotten och ingår i Lillpiteälvens huvudavrinningsområde. Sjöns area är 0,016 kvadratkilometer och den befinner sig 211 meter över havet.